# Shaquille Pinas
Shaquille Pinas, född 19 mars 1998, är en nederländsk-surinamesisk fotbollsspelare som spelar för Hammarby IF och Surinams landslag.

## Klubbkarriär
Den 29 juni 2021 värvades Pinas av bulgariska Ludogorets Razgrad.
Den 11 juli 2022 värvades Pinas av Hammarby IF, där han skrev på ett 3,5-årskontrakt.

## Landslagskarriär
Pinas debuterade för Surinams landslag den 24 mars 2021 i en 3–0-vinst över Caymanöarna.